# Gley

Schematisches Bodenprofil eines Normgleys mit den Prozessen der Bodenentwicklung

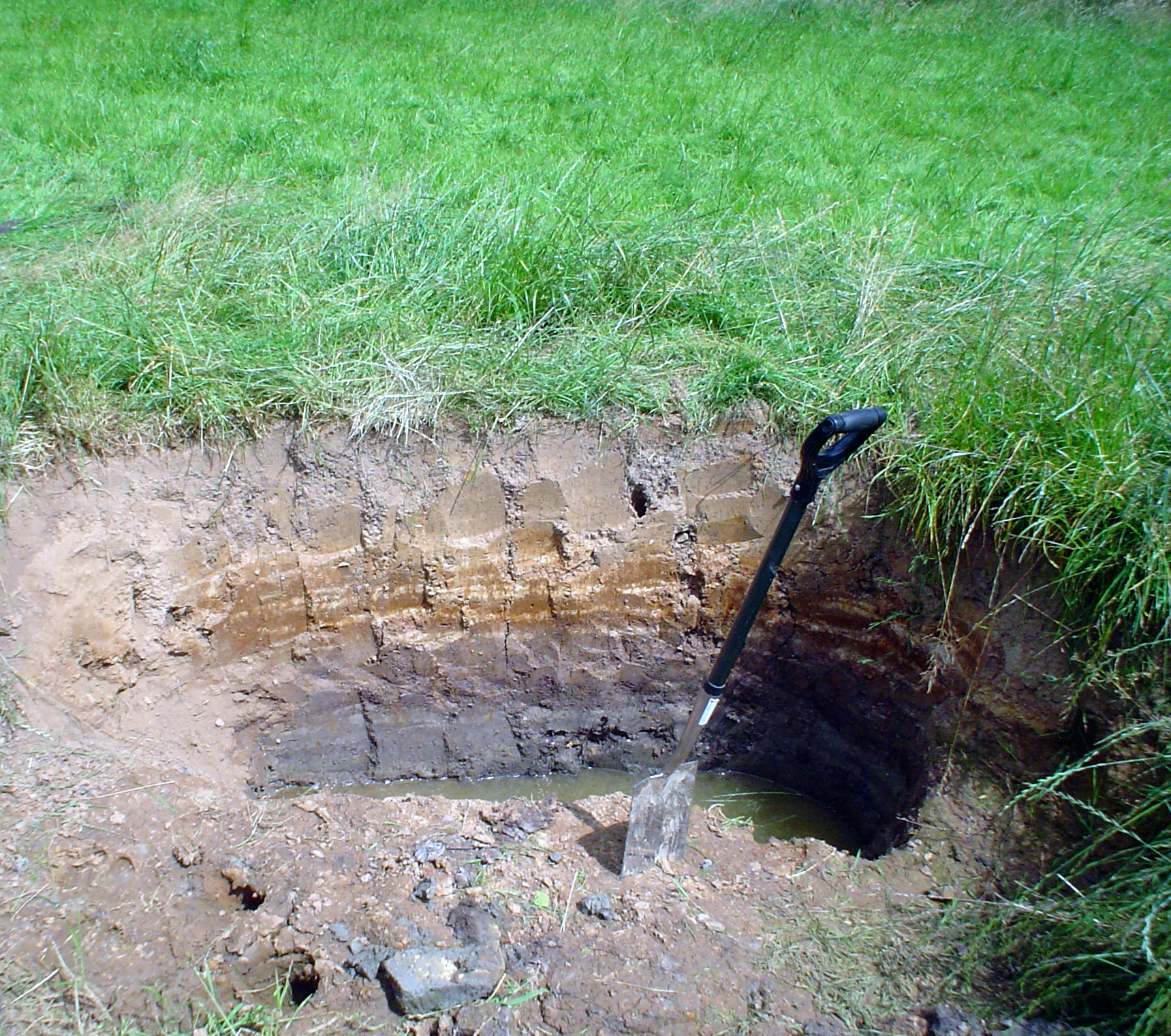
Gley

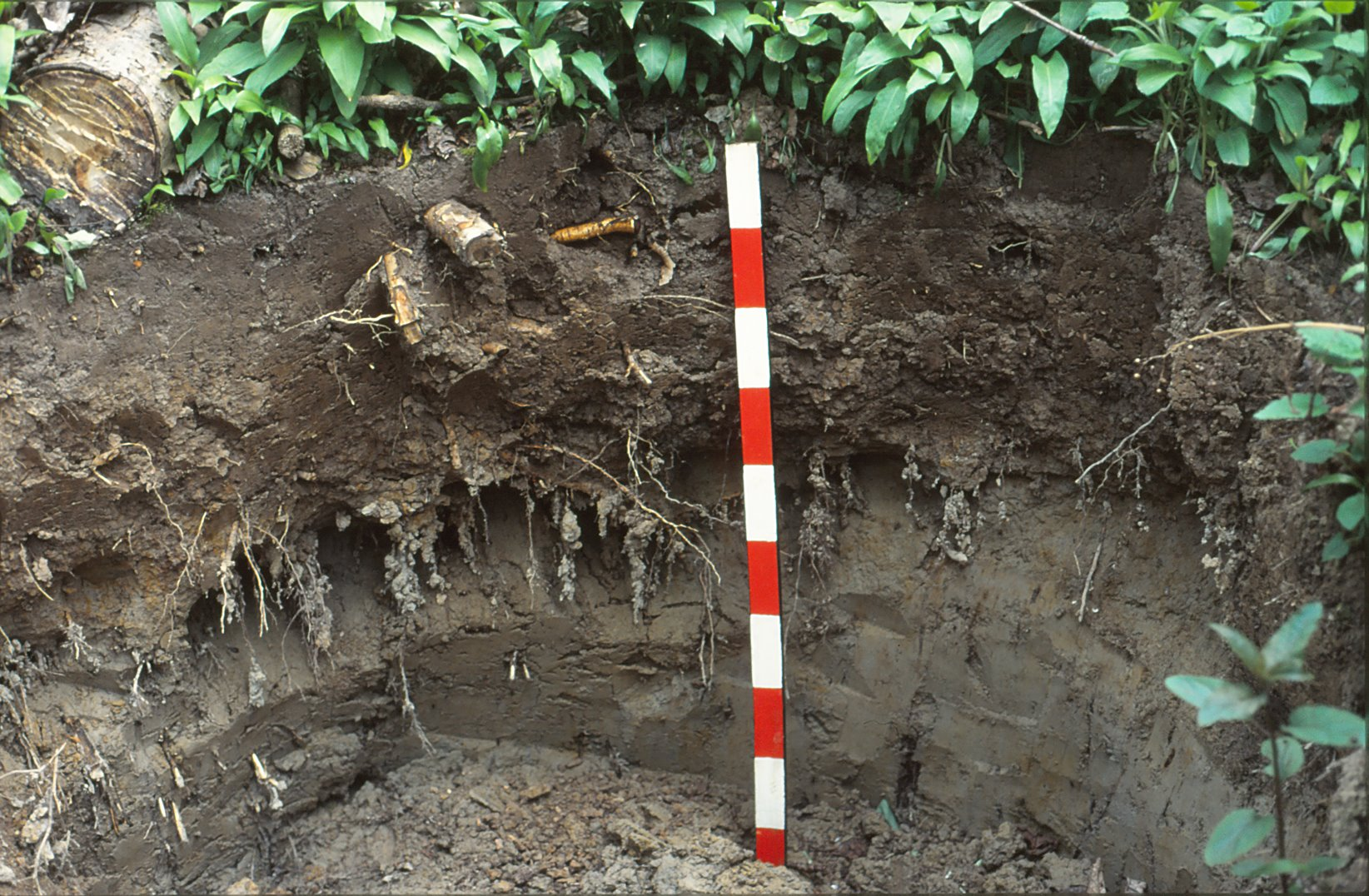
Normgley (Ah-Go-Gr), Südschwarzwald

Ein Gley (niederdeutsch Klei; „Lehm, Ton“) ist ein vom Grundwasser beeinflusster Boden und Namensgeber der Bodenklasse Gleye.

## Beschreibung
Nach der Bodenkundlichen Kartieranleitung 5 (KA5) findet eine den Bodeneigenschaften entsprechende Differenzierung statt. Der typische Gley ist der Normgley mit der Horizontabfolge Ah/Go/Gr, wobei der G-Horizont innerhalb von 4 dm unter der Geländeoberfläche (GOF) beginnt. Weiterhin sind der Ah- und der Go-Horizont mindestens 4 dm und maximal 8 dm mächtig. Weitere Subtypen werden in der KA5 beschrieben, z. B. der Oxigley; hier fehlt der Gr-Horizont, weil das Grundwasser sauerstoffreich ist.
Gleye entstehen durch den bodenbildenden Prozess der Vergleyung, bei der es durch Grundwasser im Bodenkörper zu Oxidations- und Reduktionsprozessen kommt. Reduziertes Eisen ist wasserlöslich und bewegt sich im Bodenwasser, so dass nach erneuter Oxidation Rostflecken und Eisenkonkretionen entstehen. Böden, die nicht vom Grundwasser, sondern von Stauwasser geprägt sind, werden als Pseudogleye bezeichnet.
Der Gley wurde – als Grundwasserboden bezeichnet – zum Boden des Jahres 2016 ausgerufen.

## Horizontierung
Die typische Horizontabfolge eines Gleys lautet: Ah/Go/Gr, wobei Übergangshorizonte zwischen Go und Gr bestehen können, die je nach Ausprägung der Merkmale entweder Gro oder Gor benannt werden.
- Ah-Horizont: oberster Horizont, h für Humus; der Horizont ist humos.
- Go-Horizont: G für Grundwasser, o für oxidiert. Er liegt im Schwankungsbereich bzw. Kapillarsaum des Grundwassers und ist periodisch durchlüftet. Er weist durch Eisen(III)-Verbindungen eine rostfleckige Färbung auf. Diese Eisenoxide bilden sich an den Aggregatoberflächen bzw. in Wurzelröhren, wo das in der Bodenmatrix reduzierte Eisen durch Diffusion hinwandert und in Kontakt mit dem Sauerstoff der Bodenluft gerät.
- Gr-Horizont: r für reduktiv (Sauerstoffarmut). Der Gr-Horizont weist eine blau- oder grün-graue Färbung auf, da er ständig wassergesättigt und anoxisch ist. Die den Boden sonst braun färbenden Eisen(hydr)oxide sind reduziert zu farblosem Fe(II), und die zumeist graue Farbe der weiteren Bodenbestandteile bestimmen die Farbe des Horizonts. Beim Aufgraben eines solchen Horizontes ist ein etwas fauliger Geruch zu bemerken, was durch die im anoxischen Milieu vorherrschenden Formen des Schwefels bedingt ist.

## Systematik
In der Bundesrepublik Deutschland gehört die Klasse der Gleye (G) zu den Semiterrestrischen Böden (Grundwasserböden). Nach der Bodenkundlichen Kartieranleitung unterscheidet man die Bodentypen Gley (GG), Nassgley (GN), Anmoorgley (GM) und Moorgley (GH) mit jeweils verschiedenen Subtypen.
Die Subtypen des Gleys sind Normgley (GGn), Oxigley (GGx), Brauneisengley (GGe), Bleichgley (GGi), Wechselgley (GGw), Kalkgley (GGc), Humusgley (GGh), Hanggley (GGg), Quellengley (GGq) und Auengley (GGa). Es gibt zudem zahlreiche Übergänge zu anderen Bodentypen.
In der Internationalen Bodenklassifikation World Reference Base for Soil Resources (WRB) werden sie zu den Gleysols gezählt. Zu den Gleysols gehören aber auch die meisten subhydrischen Böden, Watten, Marschen und Reduktosole.
Im US-Bodenklassifikationssystem Soil Taxonomy gehören Böden mit den Präfixen (Endo)Aqu dazu, etwa Endoaquoll (Mollisols) oder Endoaquept (Inceptisols).

## Vorkommen
Gleyböden sind nicht an bestimmte Klimazonen oder Ausgangsgesteine gebunden. In Senken und Niederungen sowie Flusstälern kommt dieser Bodentyp vor, da sich an diesen Standorten das Sickerwasser der Umgebung sammelt. Gleyböden führen ganzjährlich Grundwasser mit schwankendem Grundwasserflurabstand. Häufig liegen die semiterrestrischen Böden im räumlichen Zusammenhang zu Mooren oder Gewässern.

## Ökologie und Nutzung

### Fauna und Flora

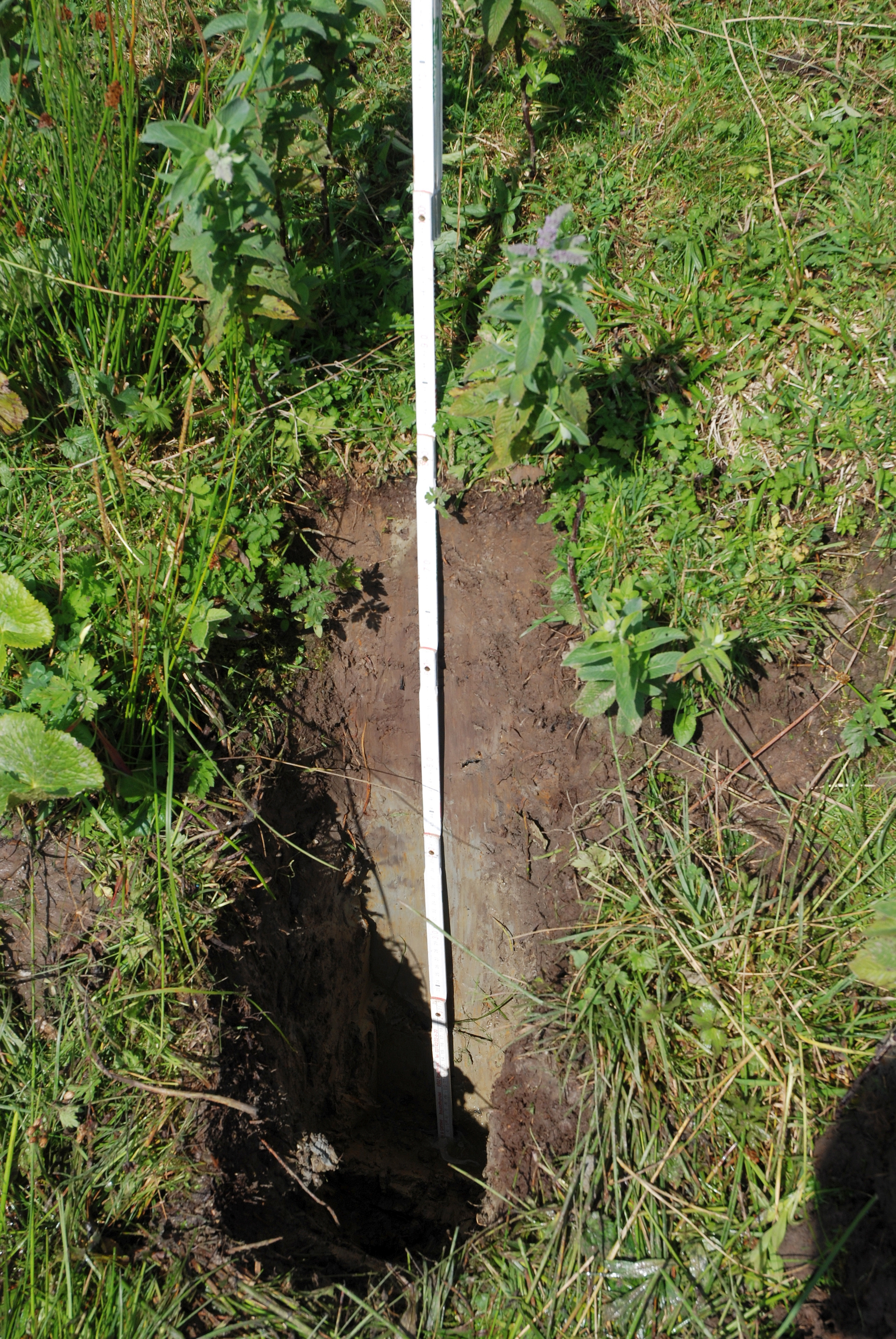
Hanggley mit Flatter-Binse (Juncus effusus), Roß-Minze (Mentha longifolia) und Sumpfdotterblume (Caltha palustris) als Feuchtezeiger, Reichraminger Hintergebirge

Gleyböden mit hoch anstehendem Grundwasser haben eine hohe naturschutzfachliche Bedeutung, da der grundwasserbeeinflusste Bodentyp Lebensraum für zahlreiche gefährdete Tier- und Pflanzenarten – wie Breitblättriges Knabenkraut (Dactylorhiza majalis) und Sumpf-Pippau (Crepis paludosa) – bietet. Diese Grundwasserböden weisen einen sehr hohen Anteil an Biotopflächen auf. Auf Gleyböden würden sich ohne menschliche Einflussnahme in Folge von Sukzession nässeverträgliche Pflanzengesellschaften wie Bruch-, Feucht- und Sumpfwälder sowie Auenwälder entwickeln, welche die Potentielle Natürliche Vegetation (PNV) bilden. Auf Gleyböden kommen hydrophile Baumarten – wie Stieleiche (Quercus robur), Gemeine Esche (Fraxinus excelsior), Flatterulme (Ulmus laevis), Hainbuche (Carpinus betulus), Schwarz-Pappel (Populus nigra), Schwarz-Erle (Alnus glutinosa) und Grau-Erle (Alnus incana) – vor.

### Wasser und Klima
Natürliche Gleyböden sind wichtiger Bestandteil von grundwasserabhängigen Landökosystemen, da sie große Wassermengen speichern können. Der natürliche Wasserrückhalt ist durch die verzögerte Wasserabgabe erhöht. Gleyböden leisten einen großen Beitrag zur Grundwasserneubildung, da das Wasser in der Landschaft gehalten wird. Diese hydromorphen Böden tragen zum vorbeugenden Hochwasserschutz bei. In thermischen Belastungssituationen und Trockenperioden wirken sie aufgrund der hohen Verdunstungsleistung (Evapotranspiration) von Boden und Pflanzen als kühlendes Landschaftselement.

### Nutzung und Gefährdung
Durch den hohen Grundwasserstand der Gleyböden ist die land- und forstwirtschaftliche Nutzung stark eingeschränkt. Traditionell werden sie aufgrund ihrer Beschaffenheit, je nach Grundwasserstand als Grünland oder Wald genutzt. Grünland eignet sich bei nicht zu hoch anstehendem Grundwasserstand am besten als landwirtschaftliche Nutzungsform, da eine ackerbauliche Nutzung aufgrund der Nässeverhältnisse nicht standortgerecht ist. Durch Meliorationsmaßnahmen wurden jedoch viele Gleyböden entwässert und stark anthropogen verändert, um diese Grenzertragsstandorte intensiver nutzen zu können. Dadurch wurde der Ackerbau auf die grundwasserbeeinflussten Böden ausgedehnt. Die Entwässerung und der Verlust der natürlichen Grundwasserdynamik veränderten die Standortbedingungen für die heimische Flora und Fauna signifikant. Die Grundwasserabsenkung bedingte durch die stärkere Durchlüftung des Oberbodens eine Humus-Mineralisierung. Der Humus wird infolge der Entwässerung aus dem obersten Bodenhorizont abgebaut bzw. ausgewaschen und als Kohlenstoffdioxid mit weiteren Gasen freigesetzt. Durch den Prozess wird der anthropogene Treibhauseffekt verstärkt. Die Stickstoffdünger der grundwassernahen Ackerflächen führen zu einer Verschlechterung des chemischen Zustandes des Grundwassers durch die Bildung von Nitrit und das Infiltrieren von Nitrat.
Das Befahren der Gleyböden mit landwirtschaftlichen Nutzfahrzeugen verursacht zudem eine starke Bodenverdichtung, da die nassen Böden empfindlich auf mechanischen Druck reagieren. Das Bodenleben und der Pflanzenertrag wird dadurch negativ beeinträchtigt.
Quartäre Talfüllungen, die aus feinsandigen Sedimenten bestehen, sind bei entwässerten Gleyböden ohne durchgängige Bodenbedeckung sehr winderosionsanfällig.

### Schutz
Aufgrund der Vielzahl an nachteiligen Auswirkungen der intensiven landwirtschaftlichen Nutzung von Gleyböden auf die Umwelt wird eine nachhaltige Bewirtschaftung dieser Standorte angestrebt. Eine bodenschonende Nutzung und Bewirtschaftung sichert den Erhalt dieser Grundwasserböden. Das umfasst u. a. die Wiedervernässung der Böden durch den Rückbau von Entwässerungseinrichtungen wie Gräben und Drainagen.